# Chețiu, Bistrița-Năsăud
Chețiu este un sat în comuna Chiochiș din județul Bistrița-Năsăud, Transilvania, România.

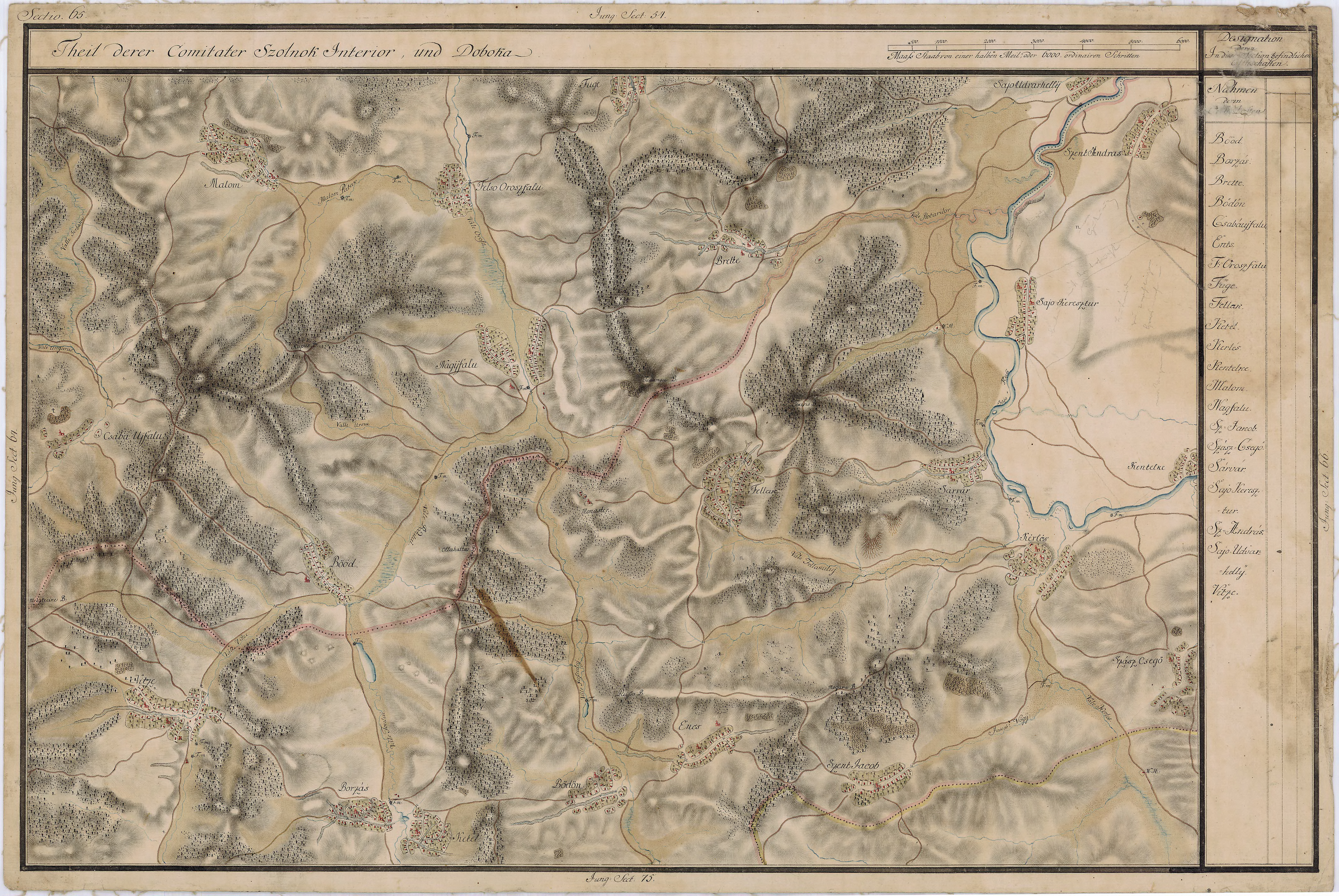
Cheţiu în Harta Iosefină a Transilvaniei, 1769-73